# Universal Plug and Play
Universal Plug and Play (forkortet UPnP) er en netværksarkitektur designet til at simplificere hjemmenetværk. Med UPnP er det blevet simplere for forbrugere at sammensætte PC'er, printere, trådløse apparater og andet tilbehør til hjemmekontoret. UPnP gør brug af TCP/IP-protokollen til at transportere data mellem de forbundne apparater i hjemmet. Teknologien kan bruges på stort set alle styresystemer og kan anvendes af stort set alle netværksapparater trådløse eller ej.